# Hilara setimana
Hilara setimana är en tvåvingeart som beskrevs av Straka 1976. Hilara setimana ingår i släktet Hilara och familjen dansflugor. Inga underarter finns listade i Catalogue of Life.